# Saint-Nizier-sous-Charlieu
 Saint-Nizier-sous-Charlieu  es una población y comuna francesa, situada en la región de Ródano-Alpes, departamento de Loira, en el distrito de Roanne y cantón de Charlieu.

## Demografía
| 1031 | 1056 | 1216 | 1449 | 1579 | 1571 |
| Para los censos de 1962 a 1999 la población legal corresponde a la población sin duplicidades (Fuente: INSEE [Consultar]) |      |      |      |      |      |